# Tales of the City (miniserie de 1993)
Tales of the City (formalmente Tales of the City de Armistead Maupin ) es una miniserie de televisión de 1993 basada en la primera de la serie de novelas Tales of the City de Armistead Maupin.
Hasta la fecha, los tres primeros libros se han adaptado a miniseries de televisión; el primero, Tales of the City , fue producido por Channel 4 del Reino Unido y se proyectó por primera vez en el Reino Unido en 1993, luego se mostró en PBS en los EE. UU. en enero de 1994. Channel 4 finalmente se asoció con la red de cable estadounidense Showtime para producir el secuela, More Tales of the City , que se estrenó en EE . mayo de 2001.
Una cuarta entrega, Tales of the City de Armistead Maupin , se estrenó en Netflix el 7 de junio de 2019, con Laura Linney , Olympia Dukakis , Barbara Garrick y Paul Gross retomando sus papeles.

## Trama y lanzamiento
Siguiendo la historia del primer libro de Maupin, la primera miniserie comienza en el verano de 1976, luego de la decisión de Mary Ann de permanecer permanentemente en San Francisco después de sus vacaciones allí y se extiende por varios meses, concluyendo el día de Año Nuevo de 1977.
La miniserie se estrenó en Channel 4 en el Reino Unido el 28 de septiembre de 1993 y fue proyectada por PBS en los Estados Unidos. En enero de 1994 en medio de la controversia en torno a los temas homosexuales , la desnudez y el uso de drogas ilícitas en la miniserie, Tales of the City le dio a PBS sus índices de audiencia más altos para un programa dramático. En deferencia a los estándares locales, PBS le dio a las estaciones la opción de mostrar una versión editada en la que las partes del cuerpo masculino y femenino estaban oscurecidas por pixelación . La miniserie original de seis partes fue producida por Channel 4 Television Corporation de Gran Bretaña en conjunto con la estación PBS KQED de San Francisco y American Playhouse de PBS . A pesar del éxito de audiencia deTales of the City , PBS cedió a las amenazas de recortes de fondos federales y anunció que no participaría en la producción televisiva de la secuela, More Tales of the City.

## Producción
El canal de cable premium HBO adquirió los derechos de los dos primeros libros de Tales of the City en 1982 con la esperanza de convertirlos en una comedia de situación semanal . La preproducción comenzó en el otoño de ese año con un guion piloto de Richard Kramer. Kramer describió el guion como una " Mary Tyler Moore de los años 80". Ante la creciente epidemia de SIDA y un clima social cambiante en la era conservadora de Reagan , HBO supuestamente sintió que la actitud de celebración del libro hacia la homosexualidad, el sexo casual y el uso de marihuana no sería aceptable para el público espectador. El canal consideró bajar el tono de las historias y hacer de la serie una pieza de época .pero finalmente decidió desechar el proyecto.
Los derechos del primer libro fueron adquiridos más tarde por la cadena británica Channel 4 y la cadena estadounidense PBS , quienes lo produjeron conjuntamente como una serie de seis partes en 1993. Se mostró por primera vez en el Reino Unido en 1993 y en los Estados Unidos en 1994. Sin embargo, su transmisión en PBS fue controvertida y figuras políticas criticaron a la cadena por transmitir una serie orientada a LGBT. La red se retractó de coproducir o transmitir cualquier entrega de seguimiento.

## Recepción
En 2005, Entertainment Weekly nombró a Tales of the City como una de las diez mejores miniseries en DVD.named Tales of the City one of the ten best miniseries on DVD.  Llamando a Linney la "estrella emergente", el artículo llamó a la serie "una cápsula del tiempo que trata a sus personajes con humor, respeto y una franqueza sexual (hay algunos desnudos breves) que era poco común para PBS en 1993 y sería políticamente imposible allí hoy".

## Secuelas
Kevin Tierney , un productor canadiense de películas para televisión de Showtime con su firma Productions La Fete, convenció más tarde a la cadena para que reviviera la producción de la serie.  More Tales y Further Tales fueron producidos en Montreal por Productions La Fete y dirigidos por Pierre Gang , y emitidos en 1998 y 2001 respectivamente. Parte del elenco de la serie secuela se mantuvo constante, aunque otros roles fueron elegidos o refundidos con actores canadienses.
A pesar de los cambios en las productoras, los mismos actores interpretaron a cuatro de los personajes centrales a lo largo de las tres miniseries: Laura Linney interpretó a Mary Ann Singleton; Olympia Dukakis interpretó a la matriarca, la señora Anna Madrigal; Barbara Garrick interpretó a DeDe Halcyon Day; y Billy Campbell (acreditado como "William Campbell") interpretó al Dr. Jon Philip Fielding. Además, Thomas Gibson repitió su papel de Tales como Beauchamp Day en More Tales y Mary Kay Place , quien tuvo un cameo como Prue Giroux en Tales , interpretó ese papel como un personaje principal en Further Tales . parker posey, que interpretó a la amiga de secundaria de Mary Ann, Connie Bradshaw, en la primera serie, aparece brevemente tanto en la segunda como en la tercera entrega. En More Tales of the City , Paul Hopkins interpretó el papel de Mouse, Whip Hubley interpretó a Brian y Nina Siemaszko fue Mona. Hopkins y Hubley regresaron para Further Tales of the City . El propio Armistead Maupin hizo cameos en las tres miniseries.
Con respecto a las refundiciones de Brian, Mouse y Mona para las secuelas, Maupin ha dicho: " Paul Gross estaba comprometido con su propia serie de televisión, Due South . Chloe Webb había expresado su entusiasmo por interpretar a Mona nuevamente, pero se retractó cuando los productores del programa se negaron. su solicitud de que se le pagara más que al resto del elenco (el programa operaba bajo un 'acuerdo de naciones favorecidas' que requería que los principales miembros del elenco recibieran el mismo pago). Si bien todos sentían que Chloe era importante para Tales, ella no era más importante que Laura Linney, Thomas Gibson, Billy Campbell o Barbara Garrick.Pese a los rumores, no es cierto que Marcus D'Amicono fue invitado nuevamente debido a problemas relacionados con su sexualidad. El equipo de producción se reunió con Marcus y expresó su "ambivalencia" acerca de volver al papel de Mouse. El director sintió que era importante encontrar a alguien que aceptara con entusiasmo el papel".

### Más cuentos de la ciudad (1998)
En More Tales of the City, Mona descubre su verdadera herencia cuando termina en un burdel en Nevada, dirigido por Mother Mucca ( Jackie Burroughs ); en un crucero a México con un enamorado Michael, Mary Ann se enamora de Burke, un hombre sin pasado; DeDe decide tener sus bebés, para disgusto de Beauchamp, y conoce a D'orothea; y Brian comienza un coqueteo en la azotea con una mujer misteriosa. Los eventos en Tales of the City, como la desaparición de Norman Neal Williams, se resuelven y la Sra. Madrigal revela su secreto a sus inquilinos.

### Más cuentos de la ciudad (2001)
En Further Tales of the City , Mary Ann consigue un trabajo en una estación de televisión local y encuentra una historia que podría convertirla en reportera; Frannie lamenta la aparente pérdida de su hija DeDe y sus nietos en la tragedia de Jonestown , hasta que hace un descubrimiento impactante; Michael sale con varios hombres, incluido un policía, un vaquero y una estrella de cine; y Prue se enamora de un misterioso extraño que vive en una choza en el Golden Gate Park. En la miniserie, Mother Mucca visita y le presenta a la Sra. Madrigal a un hombre mayor y guapo, una historia que no existe en los libros pero que se agregó para la televisión. También hay una nueva trama para Connie Bradshaw que no aparecía en la novela original.
Cage Tyler, la estrella de cine con la que Michael tiene una breve aventura, está basada en Rock Hudson , quien fue amigo y amante de Maupin. En la novela, el personaje no fue nombrado, pero fue representado por guiones bajos (por ejemplo, ____ ____) dondequiera que hubiera aparecido su nombre.

### Las historias de San Francisco (2019)
En junio de 2017, se anunció que Netflix estaba desarrollando una reactivación de la serie. En abril de 2018, se anunció oficialmente que Netflix había dado a la producción un pedido de serie. La serie limitada fue protagonizada por Linney, Garrick y Dukakis retomando sus papeles de Mary Ann Singleton, DeDe Halycon Day y Anna Madrigal, respectivamente. Historias de San Francisco de Armistead Maupin se estrenó en Netflix el 7 de junio de 2019.